# Архівольт

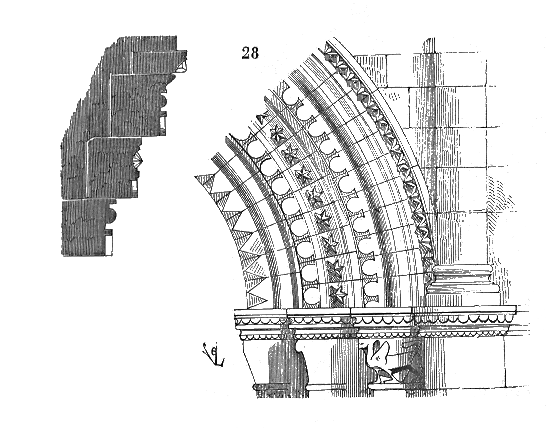
Архівольт з ілюстрованого французького Словника архітектури (1856)

Архіво́льт (італ. archivolto, від лат. arcus volutus — «дуга-облямовувач») — криволінійне зовнішнє обрамлення отвору арки, вікна, часто у вигляді профільованої тяги. 

## Опис
Архівольт виділяє дугу арки з площини стіни, іноді стає основним мотивом її обробки. Як і горизонтальні тяги, карнизи, кіматії, архівольт має певний профіль (в архітектурі називається облом) і є важливим засобом тектонічної організації фасаду будівлі. Площина стіни між архівольтом і карнизом або тягою, що знаходиться над ним, сандриком, а також між сусідніми архівольтами в аркаді, називається антрвольтом.

## В Україні
- Найбільший архівольт в Україні розміщений на порталі павільйону №-7 Національного експоцентру України.

## Галерея

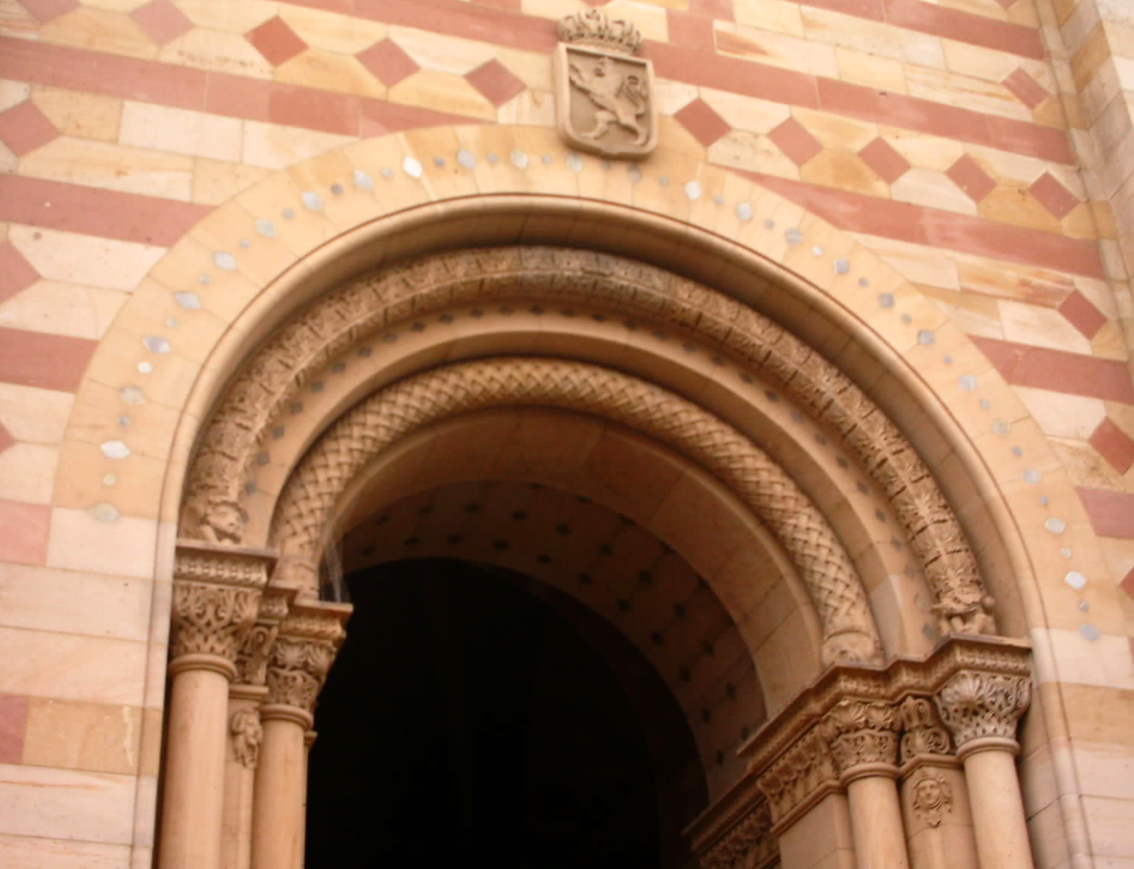
Один з архівольтів Шпаєрського собору
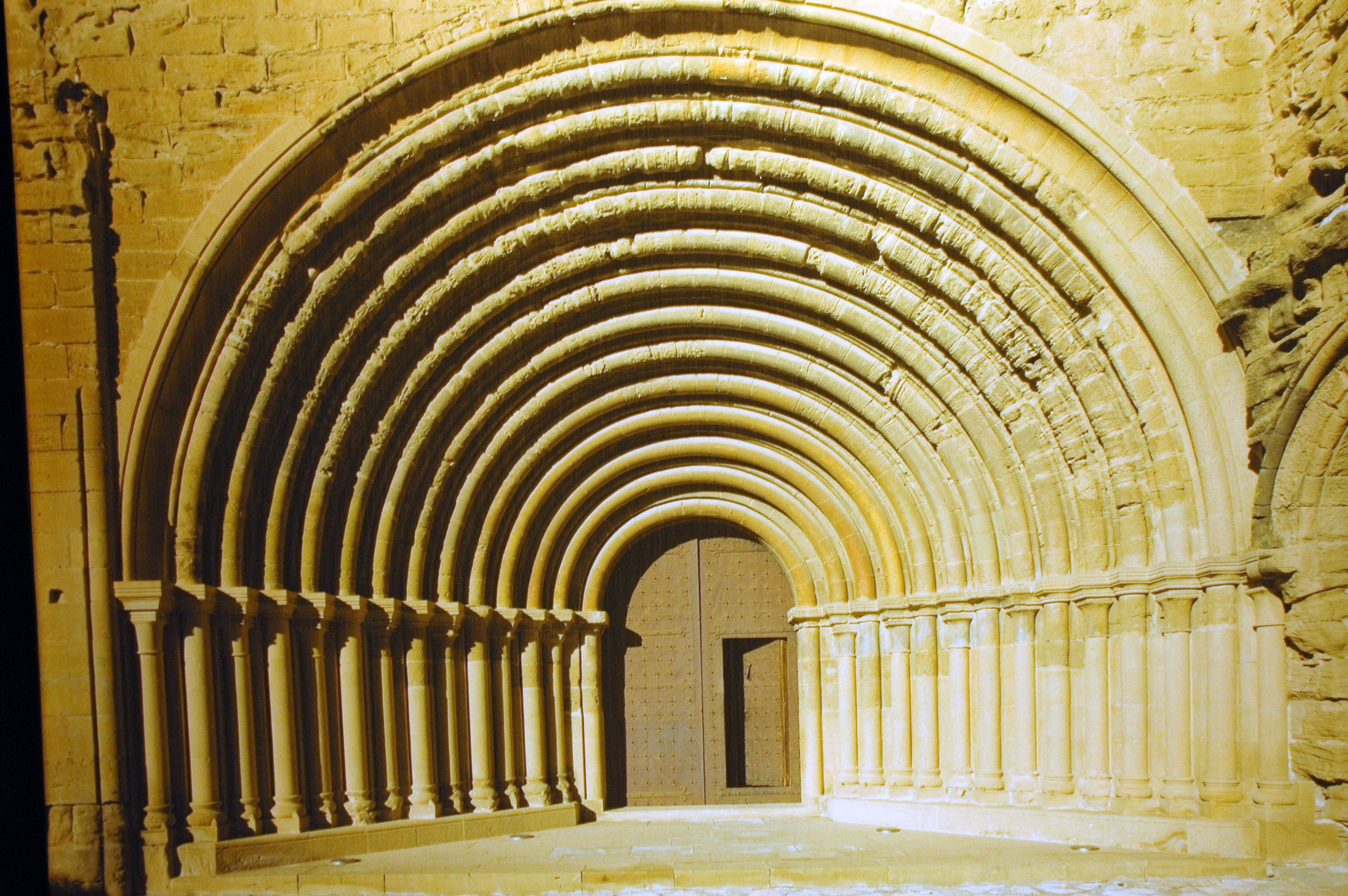
Архівольт, Королівський монастир Санта-Марія-де-Сігена, Арагон